# Ionidium sessiliflorum
Ionidium sessiliflorum là một loài thực vật có hoa trong họ Hoa tím. Loài này được (Kuntze) K. Schum. mô tả khoa học đầu tiên.